# Midway (Tennessee)
Midway és una concentració de població designada pel cens dels Estats Units a l'estat de Tennessee. Segons el cens del 2000 tenia 2.491 habitants.

## Demografia
Segons el cens del 2000, Midway tenia 2.491 habitants, 1.011 habitatges, i 761 famílies. La densitat de població era de 155,4 habitants/km².
Dels 1.011 habitatges en un 27,7% hi vivien nens de menys de 18 anys, en un 61,3% hi vivien parelles casades, en un 9,6% dones solteres, i en un 24,7% no eren unitats familiars. En el 19,7% dels habitatges hi vivien persones soles el 6,4% de les quals corresponia a persones de 65 anys o més que vivien soles. El nombre mitjà de persones vivint en cada habitatge era de 2,46 i el nombre mitjà de persones que vivien en cada família era de 2,82.
Per edats la població es repartia de la següent manera: un 20,9% tenia menys de 18 anys, un 9% entre 18 i 24, un 31,4% entre 25 i 44, un 26,4% de 45 a 60 i un 12,4% 65 anys o més.
L'edat mediana era de 38 anys. Per cada 100 dones de 18 o més anys hi havia 92,7 homes.
La renda mediana per habitatge era de 32.594 $ i la renda mediana per família de 37.716 $. Els homes tenien una renda mediana de 28.661 $ mentre que les dones 21.536 $. La renda per capita de la població era de 15.232 $. Entorn del 10,9% de les famílies i el 12,4% de la població estaven per davall del llindar de pobresa.

## Poblacions més properes
El següent diagrama mostra les poblacions més properes.